# Gabriele Hinzmann
Gabriele Hinzmann (née Trepschek le 31 mai 1947 à Schwerin) est une athlète est-allemande spécialiste du lancer du disque. 

## Carrière

### Palmarès
| Date | Compétition           | Lieu     | Résultat | Performance |
| ---- | --------------------- | -------- | -------- | ----------- |
| 1969 | Championnats d'Europe | Athènes  | 7e       | 52,32 m     |
| 1972 | Jeux olympiques d'été | Munich   | 6e       | 61,72 m     |
| 1974 | Championnats d'Europe | Rome     | 3e       | 62,50 m     |
| 1976 | Jeux olympiques d'été | Montréal | 3e       | 66,84 m     |

### Records
| Épreuve          | Performance | Lieu | Date |
| ---------------- | ----------- | ---- | ---- |
| Lancer du disque | 67,03 m     |      | 1973 |